# Stéphane Sirkis
Pour les articles homonymes, voir Sirchis et Sirkis.
Stéphane Sirchis, dit Stéphane Sirkis, né le 22 juin 1959 à Antony, dans le département de la Seine, et mort le 27 février 1999 à l’âge de 39 ans à Paris 12e à l'Hôpital Saint-Antoine, est un musicien et compositeur français.
Il est connu pour avoir fait partie du groupe de rock français Indochine de 1982 à 1999, en tant que guitariste. Il est le frère jumeau du chanteur Nicola Sirkis, leader du groupe. 

## Biographie

### Famille et enfance
Stéphane Sirkis naît à Antony le 22 juin 1959 ; lors de l'accouchement naît son frère jumeau hétérozygote Nicolas Sirkis.
La famille Sirkis a pour religion le judaïsme et est originaire de l'Empire russe dont elle fuit l'antisémitisme. Elle travaille quelques années dans un kibboutz en Israël puis s'installe modestement à Toulouse. Le père, Jean Sirchis (1925-2021, né à Chișinău, en Bessarabie devenue Moldavie), immigre en France à cinq ans avec ses parents. Il devient un très jeune actif au sein de la résistance juive sous l'occupation allemande en France. À la Libération, il est proche des doctrines communistes, avant de s'en désolidariser peu à peu, conservant cependant des opinions très sensibles sur les défavorisés. Stéphane n'a connaissance qu'à sa majorité de l'origine juive de sa famille paternelle. La famille maternelle de Christophe, Nicolas et Stéphane est vosgienne et catholique, traditionnellement militaire ; elle est marquée politiquement à droite ; elle exprime des opinions en faveur de l'Algérie française devant les petits enfants alors qu'ils sont encore très jeunes. Le maréchal Pétain semble être admiré.
Quand Nicolas et Stéphane sont âgés de deux ans, la famille qui habite à Igny déménage en Belgique à Bruxelles où le père a été nommé ingénieur chimiste au sein d'Euratom. C'est donc dans une sphère plutôt bourgeoise qu'ils sont élevés, bercés par la musique classique qu'écoutent les parents. Les trois frères sont placés durant deux ans au collège et pensionnat Saint-Jean-Baptiste de la Salle à Estaimpuis, près de la frontière franco-belge. La jeunesse de Stéphane, comme celle de ses deux frères, est perturbée par la séparation puis le divorce de leurs parents. Revenue en France, la mère, Michèle Henry, s'installe avec les trois enfants à Châtillon.

### Vie privée
La vie privée de Stéphane Sirkis est rarement révélée au public. Il se marie en 1987, le couple a une fille : Lou Sirchis, née le 8 août 1990, qui participe au concert d'Indochine au Stade de France le 26 juin 2010. Après son divorce, Stéphane reste très proche de sa fille.
Jusqu'à sa mort, il vit avec Éliette, une femme avec qui il ne s'est jamais présenté en public, dans un modeste pavillon à Bagneux (Hauts-de-Seine), au numéro 28 de la rue Salvador Allende.

### Mort
Il meurt le 27 février 1999 à l'hôpital Saint-Antoine, alors que son frère Nicola Sirkis est à Bruxelles pour l'enregistrement d'un morceau de l'album Dancetaria.
Selon Nicola, la mort de Stéphane est due à « une hépatite C foudroyante ».
Selon Christophe, leur frère aîné, depuis longtemps, Stéphane « était affecté par le rôle de figuration qu'on voulait lui faire tenir au sein du groupe Indochine ». Le groupe refusait le plus souvent de jouer ses compositions, qui, selon Christophe, étaient pourtant de qualité : « Stéphane vivait dans une situation très précaire au regard des revenus du groupe Indochine et de son chanteur». « Stéphane est mort non pas d'une hépatite fulminante comme cela a été maintes fois publié, mais d'une overdose constatée par l'urgentiste de l'hôpital Saint-Antoine. J'ai été informé plus tard que le geste aurait été volontaire après une période de convalescence totalement sobre »,. Cette overdose aurait été volontairement provoquée au lendemain de l'évincement du groupe par un contrat signé par Nicola le 26 février.   
Il est inhumé dans l'intimité au cimetière parisien de Bagneux, en bordure de la 70e division, le 4 mars.

### Vie musicale

#### Éveil musical
Au début des années 1970, après avoir manifesté un intérêt pour le jazz, Stéphane fonde son propre groupe, Light, influencé par le rock progressif et des formations comme Genesis, Yes ou Soft Machine. Vers la fin de ces années, il formera avec Alain Dachicourt, camarade avec lequel il était relativement actif au sein de la Ligue Communiste Révolutionnaire (LCR), un embryon de groupe auquel se joindra rapidement Nicolas. Stéphane joue sur le petit amplificateur "Sound" de 10 watts que lui et Christophe se sont achetés en arrivant à Châtillon, brisant pour cela leur tirelire. Alain a son propre ampli sur lequel est branchée une boite à rythme rudimentaire. Nicolas chante devant le micro d'un petit enregistreur à cassette. Ainsi naîtront quelques titres dont Dizzidence Politik signé plus tard par Nicolas Sirchis / Dominique Nicolas et intégré au premier mini album du groupe Indochine.
En 1976, Stéphane découvre le mouvement punk. Il est aussitôt séduit par la rébellion qu'il véhicule. Les notions d'autonomie et de liberté promues par le mouvement punk et dans lesquelles il se reconnaît l'amènent à se détacher des organisations politiques militantes et hiérarchisées au sein desquelles il évoluait jusqu'alors. Cette version de son histoire est contredite par Alain Dachicourt et Gaëlle Creach, camarades militants de Stéphane qui témoignent de sa fidélité tant en amitié qu'envers la LCR, malgré la notoriété qui le touche dès les premiers succès du groupe Indochine. Christophe la contredit également, constatant que Stéphane est toujours resté fidèle à ses convictions.

#### Activité musicale au sein d'Indochine
Durant les prémices de ce qui deviendra le groupe Indochine, Stéphane s'absente régulièrement pour travailler comme agent d'exploitation de remontées mécaniques à La Plagne. Il est parfois moniteur de ski mais doit renoncer, faute de temps pour valider un diplôme officiel. En mai 1981, Nicola Sirkis et Dominique Nicolas fondent le groupe Indochine avec l'aide de leur ami Dimitri Bodianski et enregistrent un premier disque en novembre 1981. Stéphane Sirkis observe les débuts du groupe de son frère, tout en s'inscrivant à la faculté de Malakoff pour suivre des cours de psychologie. Il participe à la programmation d'Indochine puis rejoint officiellement le trio en avril 1982. Il devient le guitariste d'Indochine et participe à la composition de plusieurs chansons dans les années 1980.
Son rôle dans la composition s'accroît après le départ du principal compositeur et membre fondateur du groupe, Dominique Nicolas, en 1995. En effet, après avoir envisagé d'abandonner le nom « Indochine » et de lancer un duo avec son frère, Stéphane et Nicola décident de maintenir l'existence du groupe et de sortir l'album Wax en 1996. Stéphane est ainsi l'un des compositeurs principaux des albums Wax et Dancetaria, ce dernier album ayant été enregistré après sa mort, en 1999.
De 1985 à 1999, Stéphane Sirkis compose la musique de quinze chansons pour six albums du groupe :
- 1985 : 3
  - Le Train sauvage
- 1987 : 7000 danses
  - Un Grand Carnaval
- 1990 : Le Baiser
  - Alertez Managua
  - Persane thème
- 1991 : Le Birthday Album (1981-1991)
  - La guerre est finie...
- 1996 : Wax
  - Écho-Ruby
  - Les Silences de Juliette
  - Satellite
  - Mire-Live
  - Ce soir, le ciel
  - Peter Pan
- 1999 : Dancetaria
  - Manifesto (Les Divisions de la joie)
  - Atomic Sky
  - Stef II
  - She Night

#### Autres activités musicales
Stéphane Sirkis est intéressé par l'audiovisuel. Il est ainsi coprésentateur avec Alain Chabat de l'émission 4C+ sur Canal+ en 1985.
En dehors d'Indochine, il a composé le second générique de l'émission musicale Platine 45 rebaptisée en 1985 et 1986 Super Platine, ainsi que la musique du film Les Keufs en 1987.
Stéphane Sirkis a envisagé de réaliser un album solo, projet resté à jamais inachevé.

## Hommages
- Dancetaria, album studio sorti le 24 août 1999, est ainsi dédicacé par Nicola Sirkis : « Cet album est pour toi et pour Lou ». Paradize, neuvième album studio d'Indochine, sorti en 2002, lui est dédié : « In the memory of Stef », peut-on lire sur la dernière page du livret, en bas de la page. Sur cet album, Electrastar, une chanson d'Indochine est un hommage de Nicola Sirkis à son frère.
- Dans le numéro 300 de septembre 1999 du magazine Rock & Folk, Nicola Sirkis publia une lettre à Stéphane en hommage à son frère.
- Pour le premier anniversaire du décès de Stéphane, le 27 février 2000, un concert acoustique est donné en sa mémoire, le « stef concert ».
- Le concert du 27 février 2000 est à l'origine de l'idée de la tournée acoustique « Nuits intimes », clôturée par la sortie de l'album éponyme, en 2001.
- Starmustang, livre de Christophe Sirchis, son frère aîné, publié à compte d'auteur en 2009, retrace la vision de ce dernier quant à la vie et la mort de Stéphane Sirkis.
- Lors du concert au Summum de Grenoble, le 27 février 2013, Lou rejoint Nicola Sirkis sur scène pour interpréter Electrastar en acoustique.